# Discovery Family
Discovery Family – amerykański kanał telewizyjny. Został uruchomiony w 1996 r. pod nazwą Discovery Kids Channel; od 2010 r. funkcjonował jako The Hub Network. Od 2014 r. kanał nosi nazwę Discovery Family.